# Hákon Arnar Haraldsson
Hákon Arnar Haraldsson (* 10. dubna 2003) je islandský profesionální fotbalista, který hraje na pozici ofenzivního záložníka nebo křídelníka za francouzský klub Lille OSC a islandský národní tým.

## Klubová kariéra
Hákon Arnar je absolventem mládežnické akademie islandského klubu ÍA. Svůj seniorský debut za klub si odbyl 26. února 2019 při výhře 6:0 v Ligovém poháru proti Stjarnanu.
V červnu 2019 se Hákon Arnar připojil k mládežnické akademii dánského klubu FC Kodaň. Dne 21. května 2021 klub oznámil, že s klubem podepsal novou smlouvu do června 2026. Svůj seniorský debut za klub si odbyl 29. července 2021 při výhře 5:0 v předkole Evropské konferenční ligy UEFA proti týmu Torpedo-BelAZ Zhodino.

## Reprezentační kariéra
Hákon Arnar je islandský mládežnický reprezentant. Dne 2. září 2021 dvakrát skóroval při výhře svého týmu 2:1 nad Běloruskem v kvalifikaci na Mistrovství Evropy ve fotbale do 21 let 2023.
Hákon Arnar debutoval v seniorském týmu Islandu 2. června 2022 při remíze 2:2 s Izraelem.

## Osobní život
Hákon Arnar se narodil v rodině fotbalistů. Jeho rodiče Haraldur Ingólfsson a Jónína Víglundsdóttir jsou bývalí reprezentanti. Jeho bratři Tryggvi Hrafn a Haukur Andri jsou také profesionální fotbalisté.

## Statistiky

### Klubové
Platí k zápasu hranému 20. prosince 2024.
| Klub              | Sezóna            | Liga              | Liga   | Liga | Národní pohár | Národní pohár | Ligový pohár | Ligový pohár | Kontinentální | Kontinentální | Celkově | Celkově |
| Klub              | Sezóna            | Soutěž            | Zápasy | Góly | Zápasy        | Góly          | Zápasy       | Góly         | Zápasy        | Góly          | Zápasy  | Góly    |
| ----------------- | ----------------- | ----------------- | ------ | ---- | ------------- | ------------- | ------------ | ------------ | ------------- | ------------- | ------- | ------- |
| ÍA                | 2019              | Besta deild karla | 0      | 0    | 0             | 0             | 2            | 0            | —             | —             | 2       | 0       |
| Kodaň             | 2021/22           | Superligaen       | 11     | 4    | 0             | 0             | —            | —            | 4             | 0             | 15      | 4       |
| Kodaň             | 2022/23           | Superligaen       | 29     | 4    | 6             | 0             | —            | —            | 8             | 1             | 43      | 5       |
| Kodaň             | Celkově           | Celkově           | 40     | 8    | 6             | 0             | —            | —            | 12            | 1             | 58      | 9       |
| Lille             | 2023/24           | Ligue 1           | 26     | 2    | 2             | 3             | —            | —            | 10            | 0             | 38      | 5       |
| Lille             | 2024/25           | Ligue 1           | 7      | 1    | 1             | 0             | —            | —            | 5             | 1             | 13      | 2       |
| Lille             | Celkově           | Celkově           | 33     | 3    | 3             | 3             | —            | —            | 15            | 1             | 51      | 7       |
| Celkově v kariéře | Celkově v kariéře | Celkově v kariéře | 73     | 11   | 9             | 3             | 2            | 0            | 27            | 1             | 111     | 16      |

### Reprezentační
Platí k zápasu hranému 10. června 2024.
| Národní tým | Rok     | Zápasy | Góly |
| ----------- | ------- | ------ | ---- |
| Island      | 2022    | 7      | 0    |
| Island      | 2023    | 8      | 3    |
| Island      | 2024    | 4      | 0    |
| Celkově     | Celkově | 19     | 3    |

#### Reprezentační góly
Skóre a výsledky Islandu jsou vždy zapsány jako první. Góly Hákona Arnara Haraldssona jsou zvýrazněny.
| Gól | Datum            | Místo                                       | Soupeř          | Skóre | Výsledek | Soutěž                                            |
| --- | ---------------- | ------------------------------------------- | --------------- | ----- | -------- | ------------------------------------------------- |
| 1.  | 26 March 2023    | Rheinpark Stadion, Vaduz, Lichtenštejnsko   | Lichtenštejnsko | 2:0   | 7:0      | Kvalifikace na Mistrovství Evropy ve fotbale 2024 |
| 2.  | 8 September 2023 | Stade de Luxembourg, Lucemburk, Lucembursko | Lucembursko     | 1:2   | 1:3      | Kvalifikace na Mistrovství Evropy ve fotbale 2024 |
| 3.  | 16 October 2023  | Laugardalsvöllur, Reykjavík, Island         | Lichtenštejnsko | 4:0   | 4:0      | Kvalifikace na Mistrovství Evropy ve fotbale 2024 |

## Úspěchy
Kodaň
- Superligaen: 2021/22; 2022/23
- Dánský pohár: 2022/23

Reprezentační
- Baltic Cup: 2022

Individuální
- Islandský fotbalista roku: 2022, 2023